# Dragon du Wawel

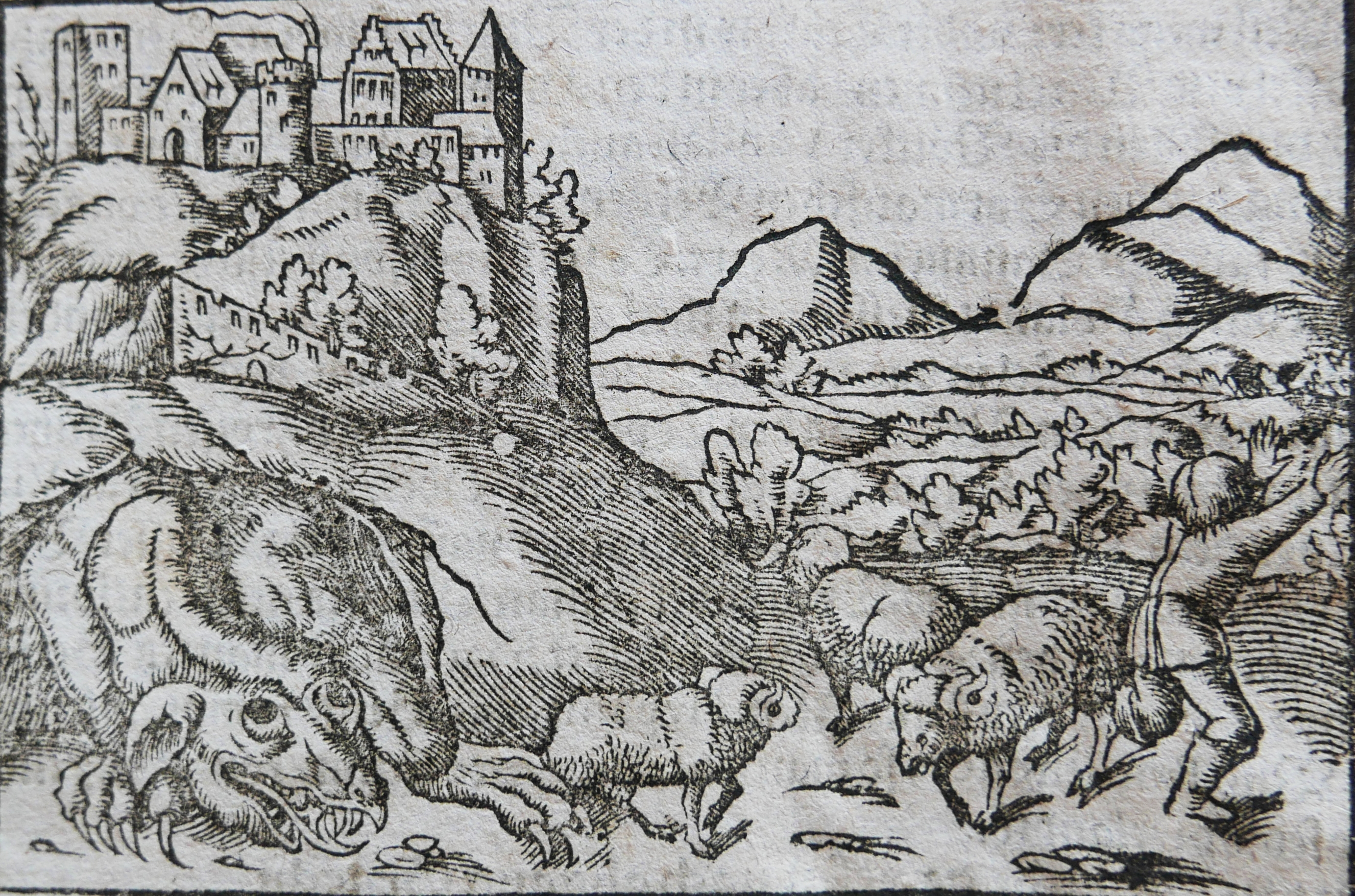
Le dragon du Wawel sortant de sa grotte.

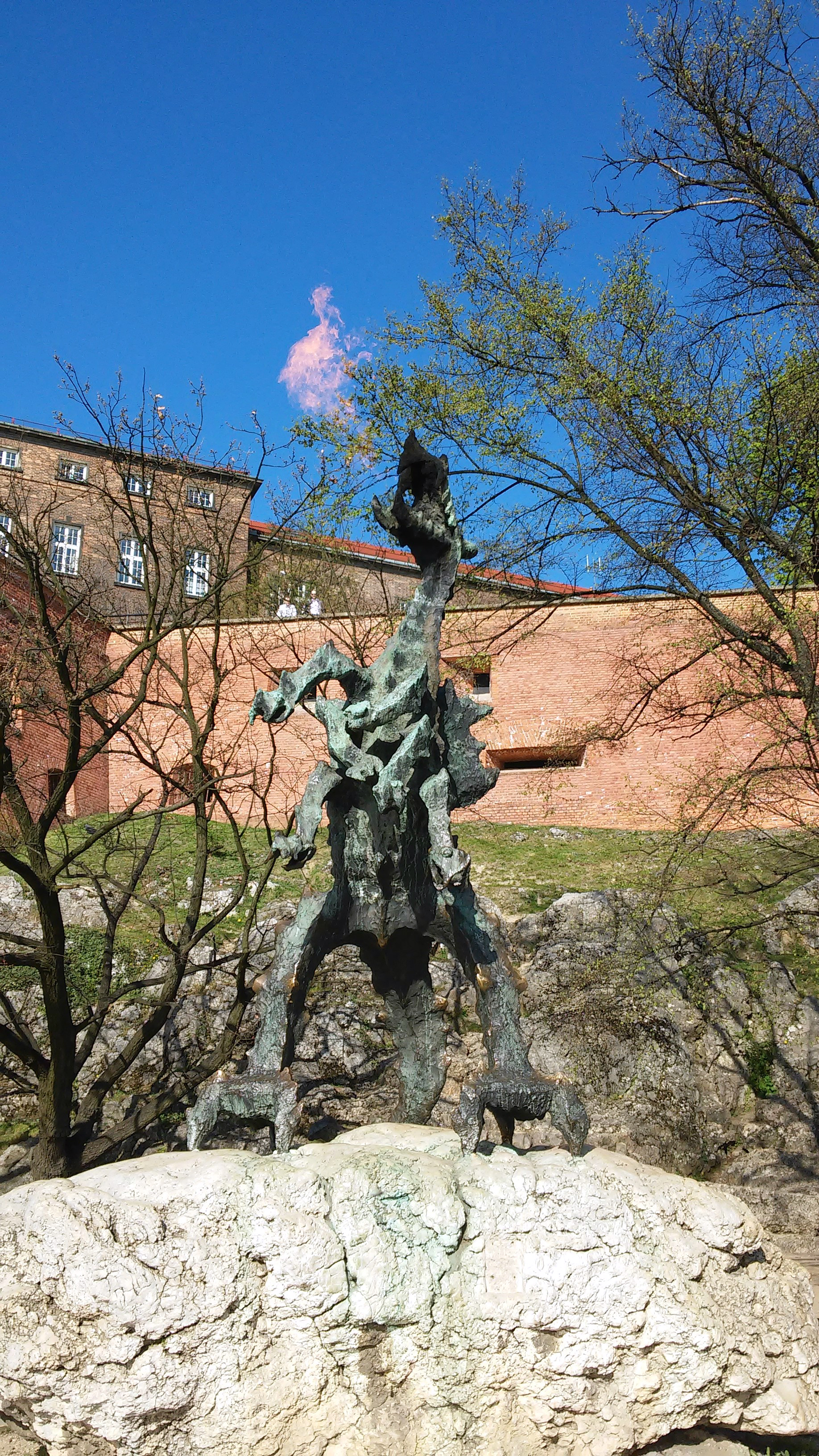
La statue du dragon du Wawel

Le Dragon du Wawel (en polonais : Smok Wawelski) est un célèbre dragon dans la culture polonaise et l'histoire de la ville de Cracovie.

## Légende
Selon la légende, cet animal fabuleux vivait dans une grotte située à l'intérieur de la falaise sur laquelle s'élève la colline du Wawel surplombant la Vistule.
Sur cette falaise se dresse un château ainsi que la cathédrale du Wawel devant laquelle se dresse une statue du dragon ainsi qu'une plaque commémorative en l'honneur du légendaire prince Krakus qui vainquit l'animal et fonda la ville de Cracovie sur l'antre du dragon qui avait été tué. Ce prince légendaire donna son patronyme à la cité.
Selon la légende, chaque jour, le terrible dragon battait le chemin à travers la campagne environnante, tuant les habitants, pillant leurs maisons et dévorant leur bétail. Dans certaines  versions de cette histoire, le dragon appréciait particulièrement de dévorer les jeunes filles, et ne pouvait être apaisé que si les gens du coin lui laissaient une jeune fille en face de sa grotte une fois par mois.
Le roi Krakus voulait en finir avec ce dragon, il demanda l'aide aux plus braves des chevaliers de son royaume de venir s'affronter à l'animal. Tous y laissèrent leur vie à cause du souffle de feu sortant de la gueule de la bête. Dans les versions impliquant le sacrifice des jeunes filles, toutes les filles de la ville furent finalement sacrifiées, sauf une, la fille du roi, Wanda. En désespoir de cause, le roi a promis la main de sa belle demoiselle en mariage à qui pourrait vaincre le dragon. Les plus valeureux des guerriers se battirent contre l'animal mais aucun ne réussit à vaincre le dragon. Un jour, un pauvre apprenti cordonnier, nommé Dratewka, releva le défi. Il fourra un agneau avec du soufre et le mit à l'extérieur de la grotte du dragon. Ce dernier sortit et dévora rapidement l'animal. Peu de temps après il eut énormément soif. Il se dirigea vers la Vistule et but tout son saoul et même davantage tellement le soufre l'avait assoiffé. Mais il but sans cesse sans que pour autant son estomac se calme de la douleur qui le tenaillait. Il continua à boire et son ventre gonfla énormément à mesure qu'il vidait les eaux de la Vistule. Il finit par exploser. Le petit cordonnier Dratewka épousa la fille du roi comme promis et ils vécurent heureux.
La grotte du dragon du Wawel, appelée en polonais Smocza Jama, est aujourd'hui un point d'intérêt touristique traditionnel. Depuis 1970, s'élève à l'entrée de la grotte, une statue du dragon, réalisée par Bronisław Chromy.